# Swindon (Staffordshire)
Swindon is een civil parish in het bestuurlijke gebied South Staffordshire, in het Engelse graafschap Staffordshire met 1.361 inwoners.